# Charles J. Pedersen
Charles John Pedersen (født 3. oktober 1904, død 26. oktober 1989) var en amerikansk organisk kemiker, der er bedst kendt for at beskrive metoder til at syntetisere kroneethere under sin 42-årige karriere som kemiker for DuPont ved DuPont Experimental Station i Wilmington, Delaware og på DuPonts Jackson Laboratory i Deepwater, New Jersey. Han bliver ofte associeret med Reed McNeil Izatt, der arbejdede med makrocykliske forbindelser. I 1987 modtog Pedersen nobelprisen i kemi sammen med Donald J. Cram og Jean-Marie Lehn for deres arbejde med vært-gæst kemi. I 2019 var han den eneste nobelprismodtager, der var født i Korea, bortset fra Kim Dae-jung, der modtog nobels fredspris i 2000.